# Pomahakia
Pomahakia is een geslacht van uitgestorven weekdieren uit de klasse van de Gastropoda (slakken). Exemplaren van dit geslacht zijn slechts als fossiel bekend.

## Soort
- Pomahakia aberrans Finlay, 1927 †